# Санте Марсілі
Санте Марсілі (італ. Sante Marsili; 2 лютого 1950, Неаполь — 2 вересня 2024, Неаполь) — італійський ватерполіст.
Срібний призер Олімпійських Ігор 1976 року, учасник 1972, 1980 років.
Чемпіон світу з водних видів спорту 1978 року, бронзовий призер 1975 року.
Бронзовий призер Чемпіонату Європи з водного поло 1977 року.